# Warnemünde
Warnemünde (del bajo alemán: Warnemünn) (pronunciación en alemán: /vaʁnəˈmʏndə/ⓘ) es un balneario alemán en las orillas del mar Báltico. Forma parte de la ciudad de Rostock, en el estado federal de Mecklemburgo-Pomerania Occidental.

## Toponimia
El nombre significa boca del Warnow, en referencia al río Warnow que desemboca en el Báltico al este de la localidad.

## Lugares de interés
Warnemünde cuenta con una bien desarrollada industria turística que aprovecha la suavidad del clima durante el verano, las kilométricas playas de arena blanca y los bosques que rodean la ciudad.
- Hotel Neptun

## Galería de imágenes

Warnemünde
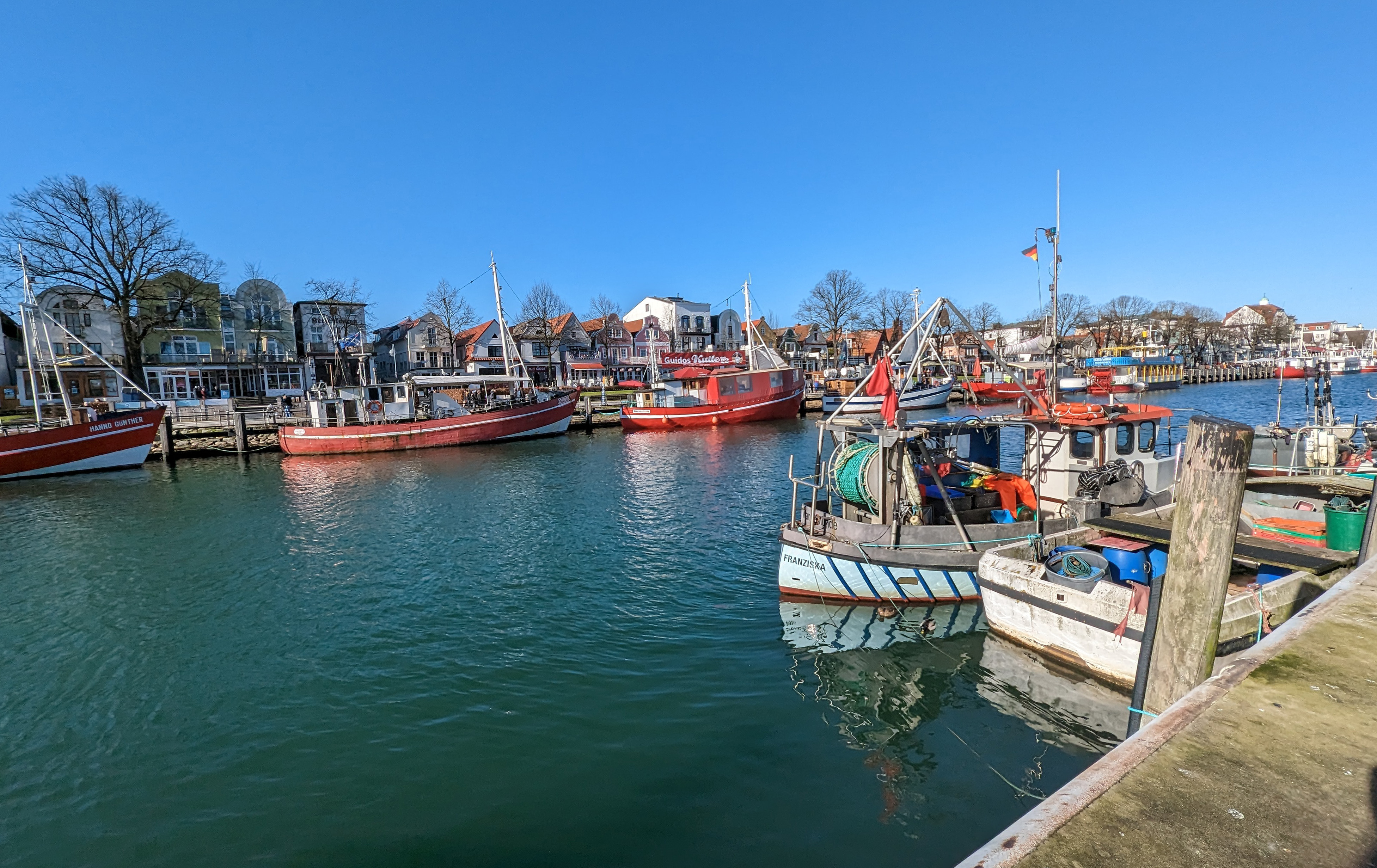
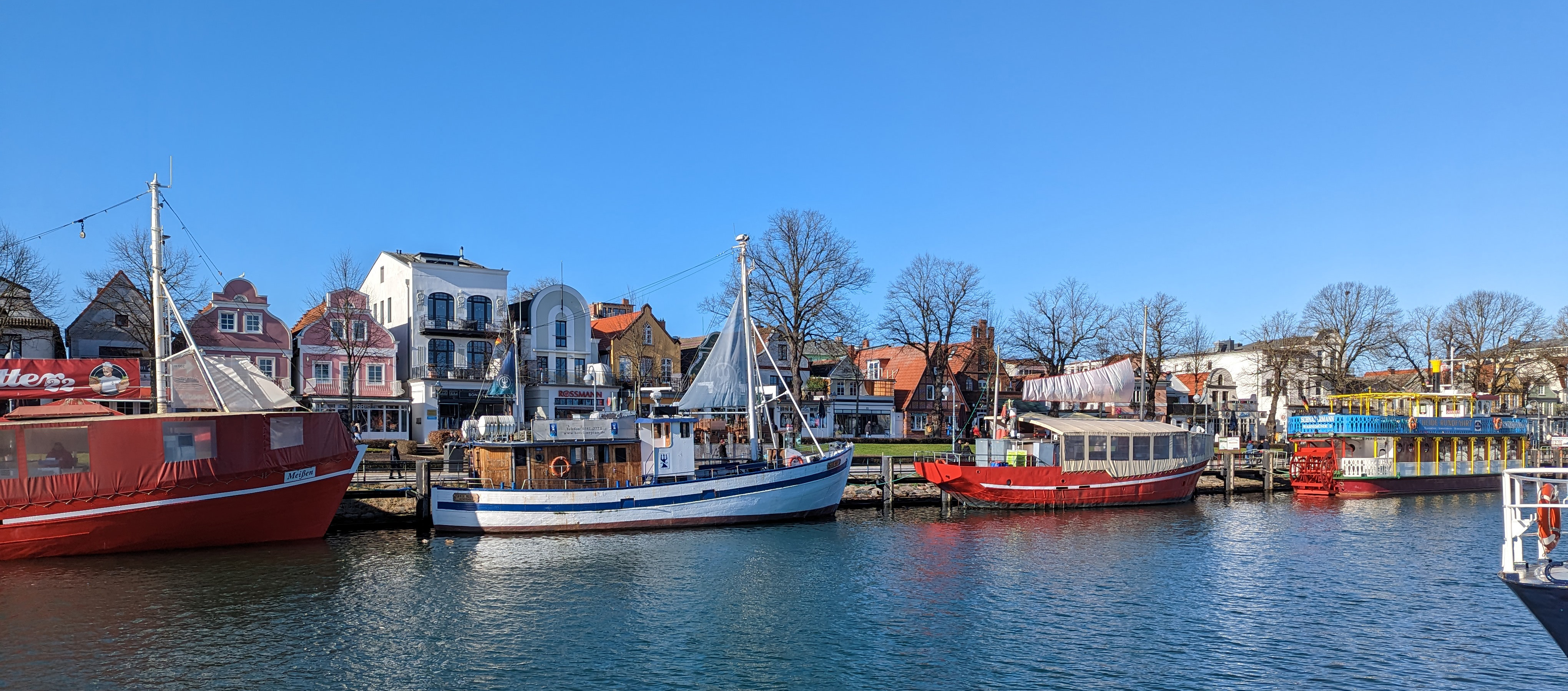
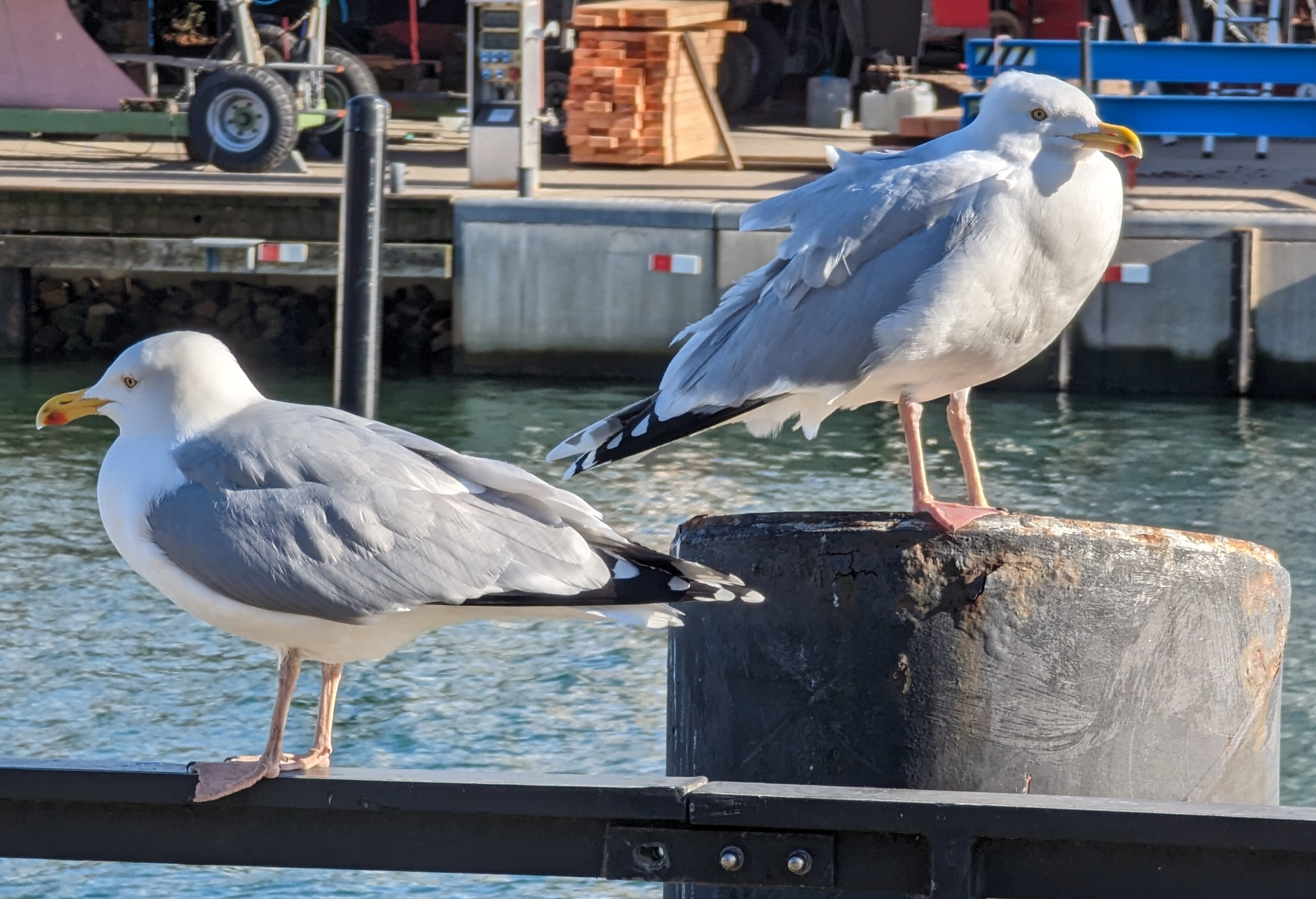
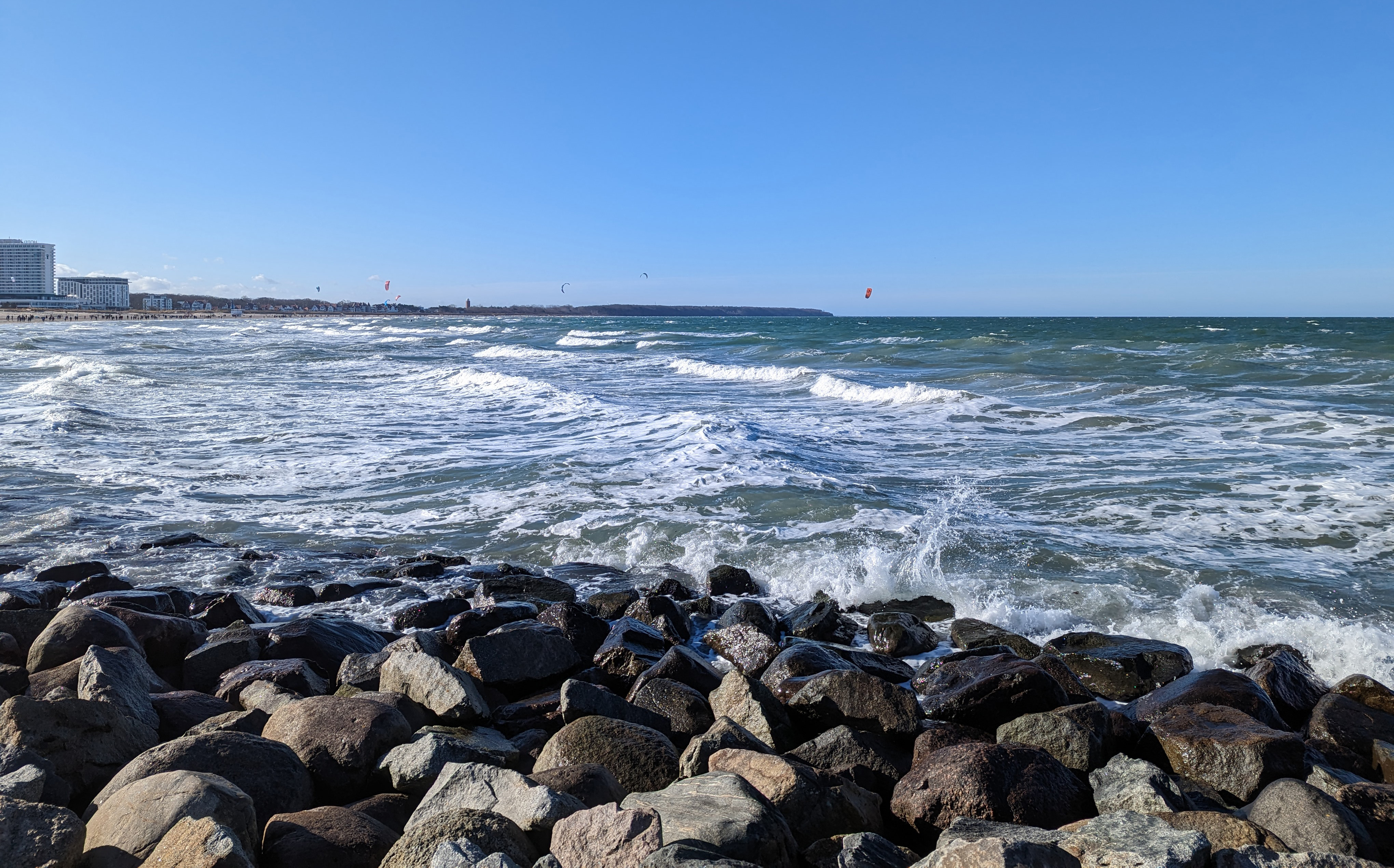
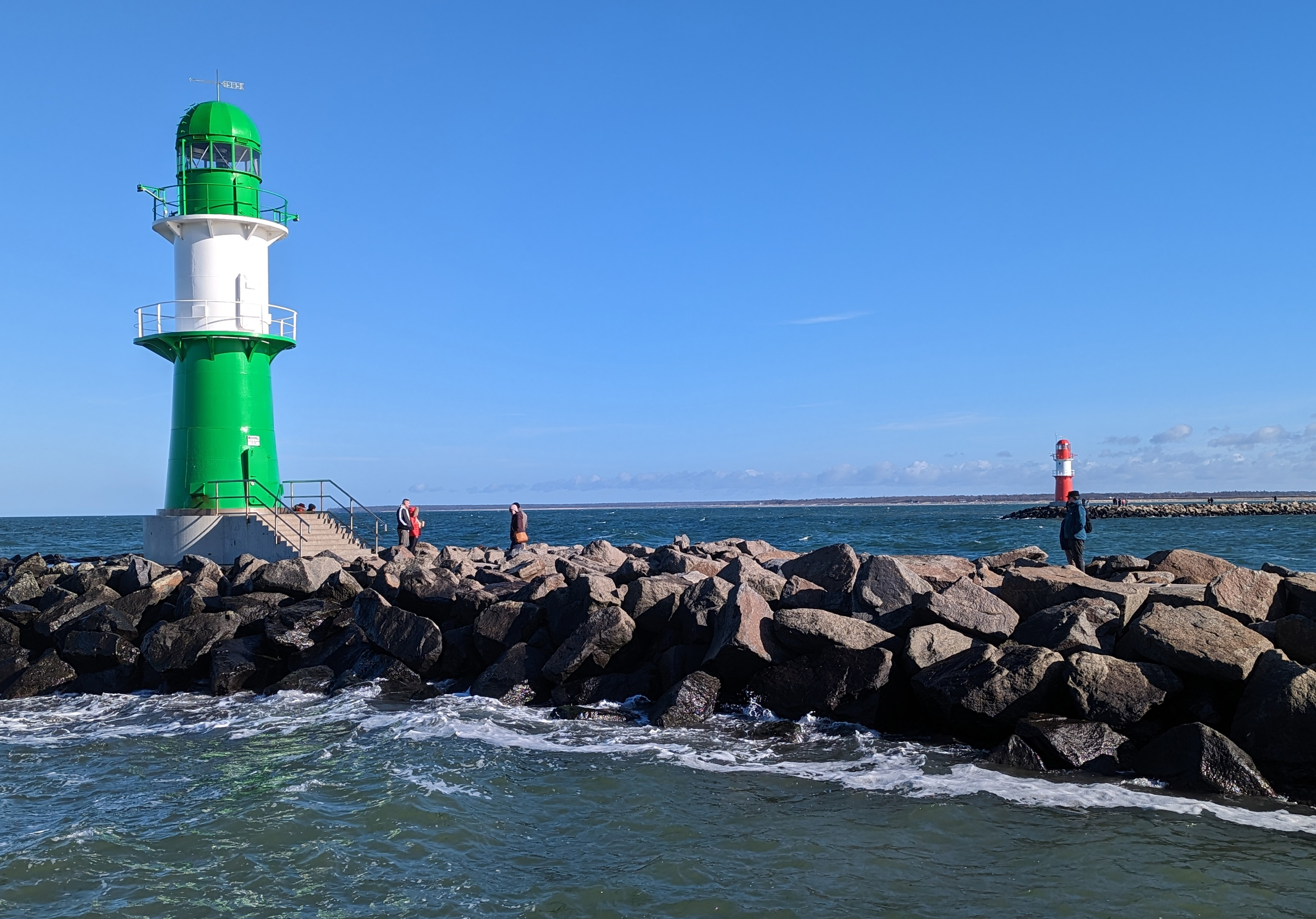
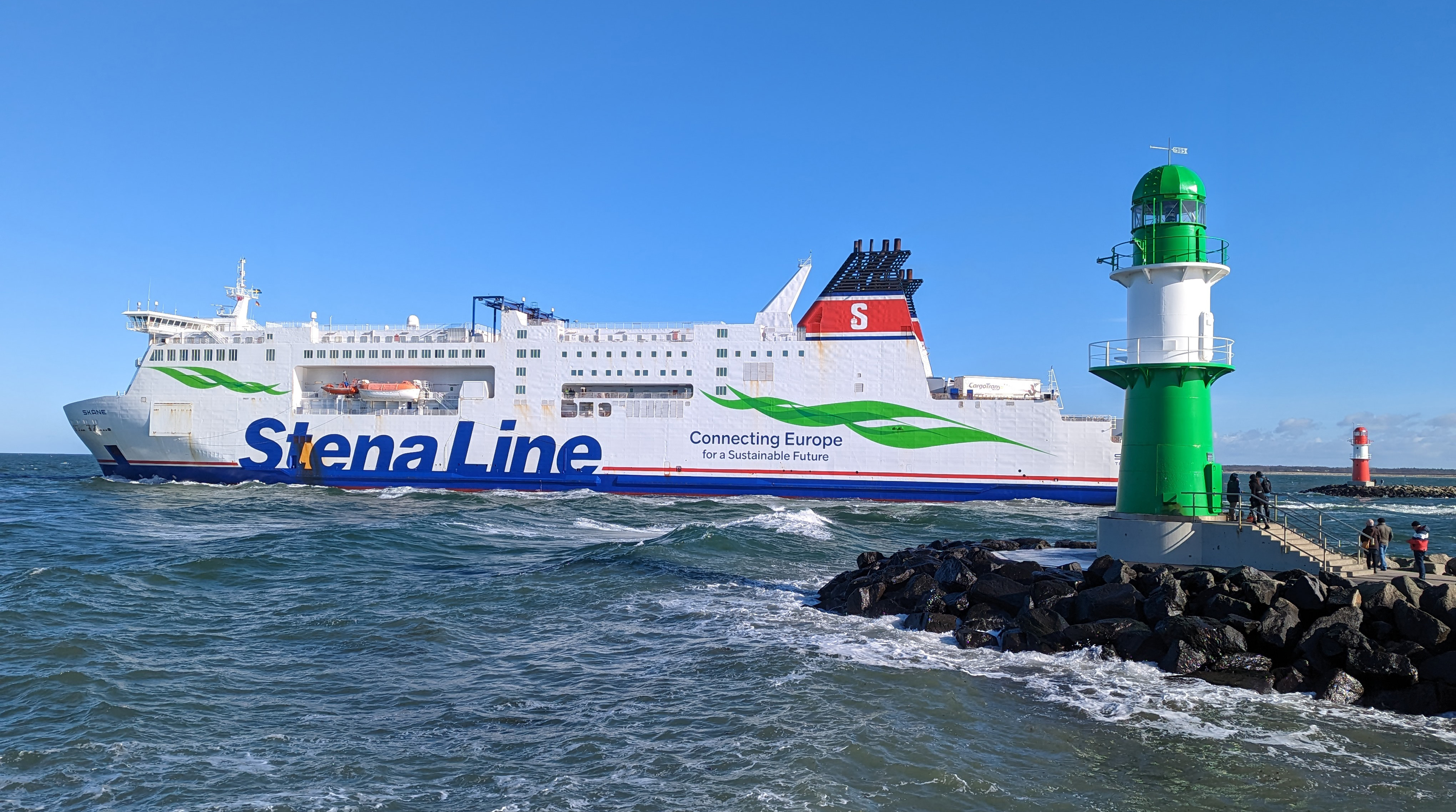
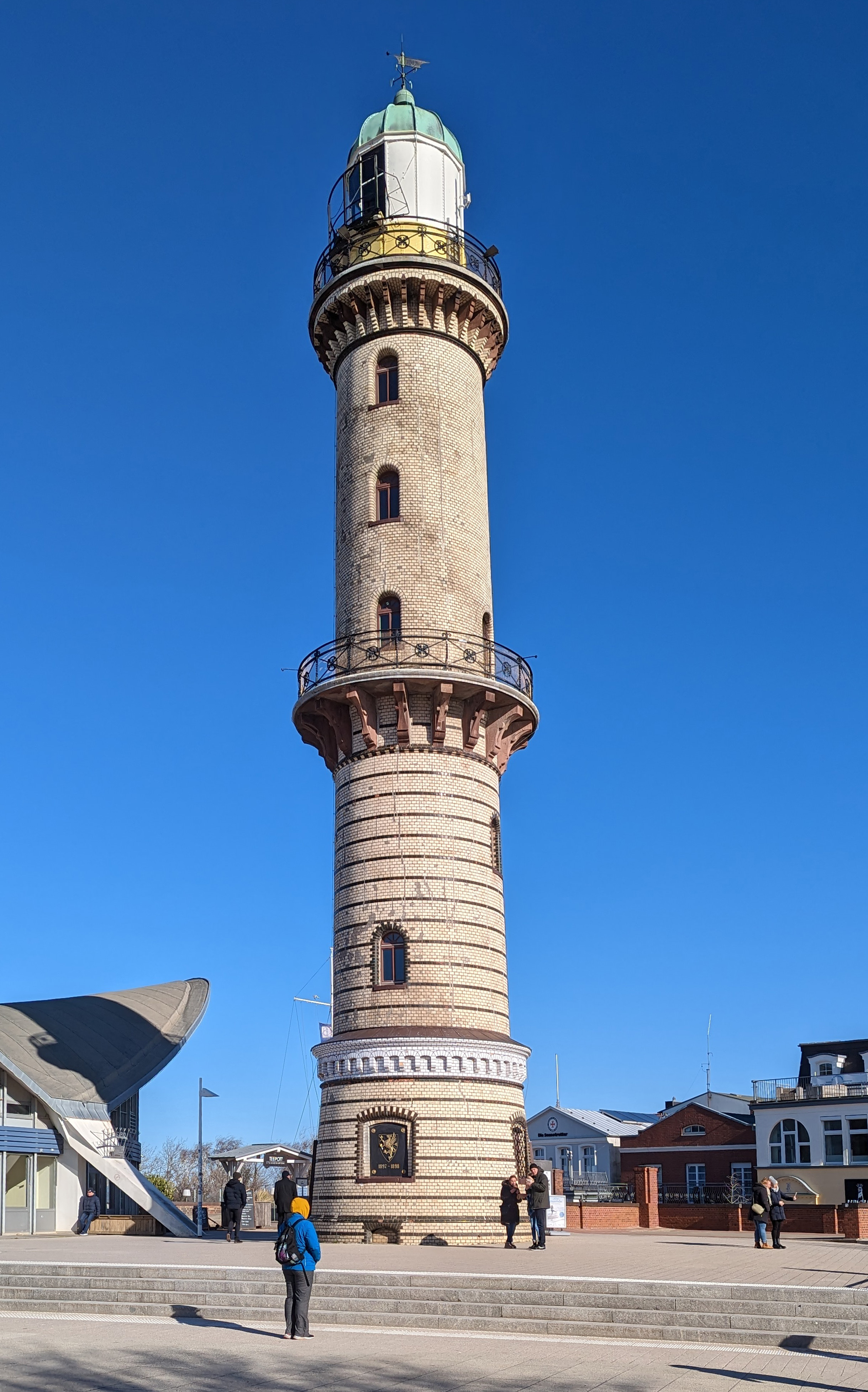
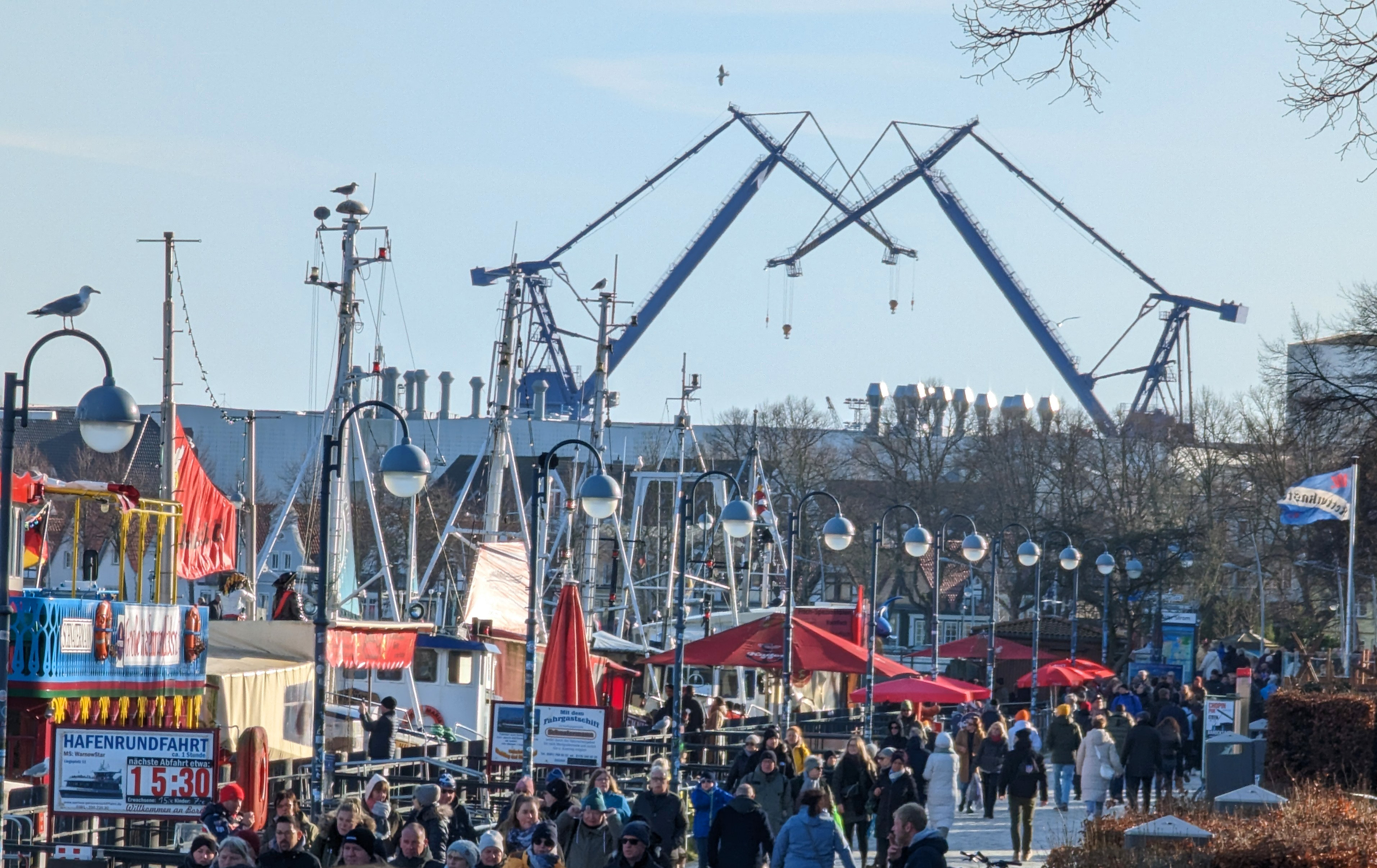